# Nianhao
Le nianhao (chinois traditionnel : 年號 ; chinois simplifié : 年号 ; pinyin : niánhào ; litt. « nom d’année ») ou nien-hao était le nom que donnaient les Chinois à leurs ères.
Jusqu’à récemment, à la différence du calendrier grégorien, le système calendaire chinois n’utilisait pas une date unique de référence mais divisait les règnes des empereurs en une ou plusieurs ères qui portaient pour nom une devise ou un slogan impérial. Ainsi, l’année 1500 est la 13e année de l’ère du « grand règne », 1700 est la 39e année de l’ère de la « prospérité heureuse » et 2007 est la 96e année de l’ère de la république. D’autres pays d’Asie de l’Est s’inspirèrent de ce système, en particulier le Japon et la Corée qui utilisèrent leurs propres ères.

## Histoire
Le système d'ère fut introduit vers 114 ou 113 av. J.-C., par l’empereur Wudi de la dynastie des Han occidentaux qui le fit commencer de façon rétroactive en 140 av. J.-C., qui correspond à l’année de début de son règne. Cette première ère prit le nom d’« établissement de la fondation » (建元, jiànyuán), et l’ère durant laquelle le système fut instauré reçut celui de « premier chaudron » (元鼎, yuándǐng) en référence à la découverte d'un chaudron précieux.
Wudi n'était pas le premier à avoir nommé des ères, mais il fut le premier à utiliser un nom d'ère pour chaque année de son règne. Par la suite, à l’intronisation de chaque nouvel empereur, un nouveau nom d’ère était décrété. Lors de certains événements importants, un empereur pouvait également décider de proclamer une nouvelle ère à laquelle il affectera un nouveau slogan. Le règne de certains empereurs est donc divisé en plusieurs ères.
Au nom de chaque ère était associé un slogan ou une devise qui reflétait souvent la situation politique ou les idéaux de l'époque. Ainsi, l'empereur Huizong de la dynastie Song en 1101 baptisa la première ère de son règne du nom de « Établir l'empire du Milieu et pacifier le pays » (建中靖國, jiànzhōng jìngguó). La toute première ère que proclama la dynastie Qing en arrivant au pouvoir en 1616 fut celle du « Mandat céleste » (天命, tiānmìng).
La dernière ère a été celle de la République de Chine close en 1949 par l'avènement du nouveau souverain, la République populaire de Chine, qui n'a pas ouvert de nouvelle ère mais a rattaché le calendrier à l'ère commune (公元, gōngyuán) du calendrier grégorien. Les Chinois âgés désignent souvent l'époque actuelle sous le nom d'ère de la Révolution (革命, gémìng).

## Liste des ères chinoises

### Dynastie Han

#### Han occidentaux
| Années                              | Nianhao  | Pinyin           | Traduction                               | Empereur  |
| ----------------------------------- | -------- | ---------------- | ---------------------------------------- | --------- |
| 179 av. J.-C.-164 av. J.-C.         | 前元     | Qianyuan         |                                          | Wendi     |
| 163 av. J.-C.-156 av. J.-C.         | 後元     | Hòuyuán          | Après la fondation                       | Wendi     |
| 149 av. J.-C.-143 av. J.-C.         | 中元     | Zhōngyuán        | Fondation de l'empire                    | Jingdi    |
| 143 av. J.-C.-141 av. J.-C.         | 後元     | Hòuyuán          | Après la fondation                       | Jingdi    |
| 140 av. J.-C.-135 av. J.-C.         | 建元     | Jiànyuán         | Mise en place des fondations             | Wudi      |
| 134 av. J.-C.-129 av. J.-C.         | 元光     | Yuánguāng        | Fondation de la lumière                  | Wudi      |
| 128 av. J.-C.-123 av. J.-C.         | 元朔     | Yuánshuò         | Première conquête au nord                | Wudi      |
| 122 av. J.-C.-117 av. J.-C.         | 元狩     | Yuánshòu         | Première chasse d'hiver                  | Wudi      |
| 116 av. J.-C.-110 av. J.-C.         | 元鼎     | Yuándǐng         | Premier chaudron                         | Wudi      |
| 110 av. J.-C.-105 av. J.-C.         | 元封     | Yuánfēng         | Première cérémonie du Fengchan           | Wudi      |
| 104 av. J.-C.-101 av. J.-C.         | 太初     | Tàichū           | Calendrier Taichu                        | Wudi      |
| 100 av. J.-C.-97 av. J.-C.          | 天漢     | Tiānhàn          | Ciel des Han                             | Wudi      |
| 96 av. J.-C.-93 av. J.-C.           | 太始     | Tàishǐ           | Grand début                              | Wudi      |
| 92 av. J.-C.-89 av. J.-C.           | 征和     | Zhēnghé          | Conquête et Paix                         | Wudi      |
| 88 av. J.-C.-87 av. J.-C.           | 後元     | Hòuyuán          | Après la fondation                       | Wudi      |
| 86 av. J.-C.-août 80 av. J.-C.      | 始元     | Shǐyuán          | Début                                    | Zhaodi    |
| septembre 80 av. J.-C.-75 av. J.-C. | 元鳳     | Yuánfèng         | Premier phœnix                           | Zhaodi    |
| 74 av. J.-C.                        | 元平     | Yuánpíng         | Première paix                            | Zhaodi    |
| 73 av. J.-C.-70 av. J.-C.           | 本始     | Běnshǐ           | Commencement des origines                | Xuandi    |
| 66 av. J.-C.-66 av. J.-C.           | 地節     | Dìjié            | Fête de la terre                         | Xuandi    |
| 65 av. J.-C.- mars 61 av. J.-C.     | 元康     | Yuánkāng         | Fondation du bonheur                     | Xuandi    |
| avril 61 av. J.-C.-58 av. J.-C.     | 神爵     | Shénjué          | Noble divin                              | Xuandi    |
| 57 av. J.-C.-54 av. J.-C.           | 五鳳     | Wǔfèng           | Cinq phœnix                              | Xuandi    |
| 53 av. J.-C.-50 av. J.-C.           | 甘露     | Gānlòu           | Manne                                    | Xuandi    |
| 49 av. J.-C.                        | 黃龍     | Huánglóng        | Dragon jaune                             | Xuandi    |
| 48 av. J.-C.-44 av. J.-C.           | 初元     | Chūyuán          | Commencement des fondations              | Yuandi    |
| 43 av. J.-C.-39 av. J.-C.           | 永光     | Yǒngguāng        | Lumière éternelle                        | Yuandi    |
| 38 av. J.-C.-34 av. J.-C.           | 建昭     | Jiànzhāo         | Fondation illustre                       | Yuandi    |
| 33 av. J.-C.                        | 竟寧     | Jìngníng         | Enfin la paix                            | Yuandi    |
| 32 av. J.-C.-29 av. J.-C.           | 建始     | Jiànshǐ          | Établissement du commencement            | Chengdi   |
| 28 av. J.-C.-25 av. J.-C.           | 河平     | Hépíng           | Paix sur le Fleuve Jaune                 | Chengdi   |
| 24 av. J.-C.-21 av. J.-C.           | 陽朔     | Yángshuò         | Commencement du soleil                   | Chengdi   |
| 20 av. J.-C.-17 av. J.-C.           | 鴻嘉     | Hóngjiā          | Grande joie                              | Chengdi   |
| 16 av. J.-C.-13 av. J.-C.           | 永始     | Yǒngshǐ          | Éternel début                            | Chengdi   |
| 12 av. J.-C.-9 av. J.-C.            | 元延     | Yuányán          | Prolongation de la fondation             | Chengdi   |
| 8 av. J.-C.-7 av. J.-C.             | 綏和     | Suíhé            | Paix et harmonie                         | Chengdi   |
| 6 av. J.-C.-3 av. J.-C.             | 建平     | Jiànpíng         | Établissement de la paix                 | Aidi      |
| juin-août 5 av. J.-C.               | 太初元將 | Tàichū yúanjiāng | Grand commencement et fondation du futur | Aidi      |
| 2 av. J.-C.-1 av. J.-C.             | 元壽     | Jiànshòu         | Fondation de la vieillesse               | Aidi      |
| 1-5                                 | 元始     | Yuánshǐ          | Premier commencement                     | Pingdi    |
| 6-8                                 | 居攝     | Jūshè            | Absorption                               | Ruzi Ying |
| 8                                   | 初始     | Chūshǐ           | Commencement du début                    | Ruzi Ying |

#### Dynastie Xin
| Années | Nianhao | Pinyin     | Traduction                 | Empereur  |
| ------ | ------- | ---------- | -------------------------- | --------- |
| 9-13   | 始建國  | Shǐjiànguó | Nouvelle fondation du pays | Wang Mang |
| 14-19  | 天鳳    | Tiānfèng   | Phœnix céleste             | Wang Mang |
| 20-23  | 地皇    | Dìhuáng    | Empereur de terre          | Wang Mang |

#### L'empereur Gengshidi
| Années | Nianhao | Pinyin  | Traduction          | Empereur  |
| ------ | ------- | ------- | ------------------- | --------- |
| 23-25  | 更始    | Gēngshǐ | Début du changement | Gengshidi |

#### Han orientaux
| Années                   | Nianhao  | Pinyin           | Traduction                                      | Empereur  |
| ------------------------ | -------- | ---------------- | ----------------------------------------------- | --------- |
| 25-56                    | 建武     | Jiànwǔ           | Fondation de la milice                          | Guangwudi |
| 56-57                    | 建武中元 | Jiànwǔ zhōngyuán | Fondation de la milice et fondation de l'empire | Guangwudi |
| 58-75                    | 永平     | Yǒngpíng         | Paix éternelle                                  | Mingdi    |
| 76-août 84               | 建初     | Jiànchū          | Fondation du commencement                       | Zhangdi   |
| août 84-juillet 87       | 元和     | Yuánhé           | Première harmonie                               | Zhangdi   |
| juillet 87-88            | 章和     | Zhānghé          | Sceau de l'harmonie                             | Zhangdi   |
| 89-mars 105              | 永元     | Yǒngyuán         | Fondation éternelle                             | Hedi      |
| avril à octobre 105      | 元興     | Yuánxīng         | Fondation florissante                           | Hedi      |
| 106                      | 延平     | Yánpíng          | Prolongation de la paix                         | Shangdi   |
| 107-113                  | 永初     | Yǒngchū          | Début perpétuel                                 | Andi      |
| 114-avril 120            | 元初     | Yuánchū          | Fondation du début                              | Andi      |
| avril 120-juin 121       | 永寧     | Yǒngníng         | Sérénité éternelle                              | Andi      |
| juillet 121-mars 122     | 建光     | Jiànguāng        | Établissement de la lumière                     | Andi      |
| mars 122-125             | 延光     | Yánguāng         | Prolongation de la lumière                      | Andi      |
| 126-mars 132             | 永建     | Yǒngjiàn         | Éternelle fondation                             | Shundi    |
| mars 132-135             | 陽嘉     | Yángjiā          | Soleil de bon augure                            | Shundi    |
| 136-141                  | 永和     | Yǒnghé           | Éternelle harmonie                              | Shundi    |
| 142- avril 144           | 漢安     | Hàn'ān           | Paix des Han                                    | Shundi    |
| avril à décembre 144     | 建康     | Jiànkāng         | Établissement de la joie                        | Shundi    |
| 145                      | 永嘉     | Yǒngjiā          | Joie éternelle                                  | Chongdi   |
| 146                      | 本初     | Běnchū           | Début des fondations                            | Zhidi     |
| 147-149                  | 建和     | Jiànhé           |                                                 | Huandi    |
| 150                      | 和平     | Hépíng           |                                                 | Huandi    |
| 151- mai 153             | 元嘉     | Yuánjiā          |                                                 | Huandi    |
| mai 153-154              | 永興     | Yǒngxīng         |                                                 | Huandi    |
| 155- juin 158            | 永壽     | Yǒngshòu         |                                                 | Huandi    |
| juin 158- juin 167       | 延熹     | Yánxī            |                                                 | Huandi    |
| juin à décembre 167      | 永康     | Yǒngkāng         |                                                 | Huandi    |
| 168- mai 172             | 建寧     | Jiànníng         |                                                 | Lingdi    |
| mai 172- mars 178        | 熹平     | Xīpíng           |                                                 | Lingdi    |
| mars 178-184             | 光和     | Guānghé          |                                                 | Lingdi    |
| décembre 184- mars 189   | 中平     | Zhōngpíng        |                                                 | Lingdi    |
| avril à août 189         | 光熹     | Guāngxī          |                                                 | Shaodi    |
| août à septembre 189     | 昭寧     | Zhāoníng         |                                                 | Shaodi    |
| septembre à décembre 189 | 永漢     | Yǒnghàn          |                                                 | Xiandi    |
| décembre 189             | 中平     | Zhōngpíng        |                                                 | Xiandi    |
| 190-193                  | 初平     | Chūpíng          |                                                 | Xiandi    |
| 194-195                  | 興平     | Xīngpíng         |                                                 | Xiandi    |
| 196- février 220         | 建安     | Jiàn'ān          |                                                 | Xiandi    |
| mars à octobre 220       | 延康     | Yánkāng          |                                                 | Xiandi    |

### Trois Royaumes

#### Royaume Wei
| Années                   | Nianhao | Pinyin    | Traduction | Empereur |
| ------------------------ | ------- | --------- | ---------- | -------- |
| 220- octobre 226         | 黃初    | Huángchū  |            | Cao Pi   |
| 227- janvier 233         | 太和    | Tàihé     |            | Cao Rui  |
| février 233- février 237 | 青龍    | Qīnglóng  |            | Cao Rui  |
| mars 237-239             | 景初    | Jǐngchū   |            | Cao Rui  |
| 240- avril 249           | 正始    | Zhēngshǐ  |            | Cao Feng |
| avril 249- octobre 254   | 嘉平    | Jiāpíng   |            | Cao Feng |
| octobre 254- mai 256     | 正元    | Zhēngyuán |            | Cao Mao  |
| juin 256- mai 259        | 甘露    | Gānlòu    |            | Cao Mao  |
| juin 260- mai 264        | 景元    | Jǐngyúan  |            | Cao Huan |
| mai 264-265              | 咸熙    | Xiánxī    |            | Cao Huan |

#### Royaume Wu
| Années                   | Nianhao | Pinyin    | Traduction | Empereur  |
| ------------------------ | ------- | --------- | ---------- | --------- |
| octobre 222- avril 229   | 黃武    | Huángwǔ   |            | Sun Quan  |
| avril 229-231            | 黃龍    | Huánglóng |            | Sun Quan  |
| 232- août 238            | 嘉禾    | Jiāhé     |            | Sun Quan  |
| août 238- avril 251      | 赤烏    | Chìwū     |            | Sun Quan  |
| mai 251- janvier 252     | 太元    | Tàiyuán   |            | Sun Quan  |
| février à mars 252       | 神鳳    | Shénfèng  |            | Sun Quan  |
| avril 252- 253           | 建興    | Jiànxīng  |            | Sun Liang |
| 253- octobre 256         | 五鳳    | Wǔfèng    |            | Sun Liang |
| octobre 256- octobre 258 | 太平    | Tàipíng   |            | Sun Liang |
| octobre 258- juin 264    | 永安    | Yǒng'ān   |            | Sun Xiu   |
| juillet 264- mars 265    | 元興    | Yuánxīng  |            | Sun Hao   |
| avril 265- juillet 266   | 甘露    | Gānlòu    |            | Sun Hao   |
| août 266- septembre 269  | 寶鼎    | Bǎodǐng   |            | Sun Hao   |
| octobre 269-271          | 建衡    | Jiànhéng  |            | Sun Hao   |
| 272-274                  | 鳳凰    | Fènghuáng |            | Sun Hao   |
| 275- août 276            | 天冊    | Tiāncè    |            | Sun Hao   |
| juillet à décembre 276   | 天璽    | Tiānxǐ    |            | Sun Hao   |
| 277- mars 280            | 天紀    | Tiānjì    |            | Sun Hao   |

#### Royaume Shu
| Années               | Nianhao | Pinyin   | Traduction | Empereur |
| -------------------- | ------- | -------- | ---------- | -------- |
| avril 221- avril 223 | 章武    | Zhāngwǔ  |            | Liu Bei  |
| mai 223-237          | 建興    | Jiànxīng |            | Liu Shan |
| 238-257              | 延熙    | Yánxī    |            | Liu Shan |
| 258- juillet 263     | 景耀    | Jǐngyào  |            | Liu Shan |
| août à novembre 263  | 炎興    | Yánxīng  |            | Liu Shan |

### Dynastie Jin

#### Dynastie des Jin occidentaux
| Années                  | Nianhao | Pinyin   | Traduction | Empereur |
| ----------------------- | ------- | -------- | ---------- | -------- |
| décembre 265-274        | 泰始    | Tàishǐ   |            | Sima Yan |
| 275- avril 280          | 咸寧    | Xiánníng |            | Sima Yan |
| avril 280-289           | 太康    | Tàikāng  |            | Sima Yan |
| janvier à avril 290     | 太熙    | Tàixī    |            | Sima Yan |
| avril 290- décembre 291 | 永熙    | Yǒngxī   |            | Huidi    |
| janvier à mars 291      | 永平    | Yǒngpíng |            | Huidi    |
| mars 291-299            | 元康    | Yuánkāng |            | Huidi    |
| 300- avril 301          | 永康    | Yǒngkāng |            | Huidi    |
| avril 301- novembre 302 | 永寧    | Yǒngníng |            | Huidi    |
| décembre 302-303        | 太安    | Tàiān    |            | Huidi    |
| janvier à juillet 304   | 永安    | Yǒng'ān  |            | Huidi    |
| juillet à novembre 304  | 建武    | Jiànwǔ   |            | Huidi    |
| décembre 304- juin 306  | 永興    | Yǒngxīng |            | Huidi    |
| juin à décembre 306     | 光熙    | Guāngxī  |            | Huidi    |
| 307- avril 313          | 永嘉    | Yǒngjiā  |            | Huaidi   |
| avril 313- mars 316     | 建興    | Jiànxīng |            | Mindi    |

#### Dynastie des Jin orientaux
| Années                | Nianhao | Pinyin    | Traduction | Empereur  |
| --------------------- | ------- | --------- | ---------- | --------- |
| mars 317- mars 318    | 建武    | Jiànwǔ    |            | Yuandi    |
| mars 318- mars 321    | 大興    | Dàxīng    |            | Yuandi    |
| mars 322- février 323 | 永昌    | Yǒngchāng |            | Yuandi    |
| mars 323- janvier 326 | 太寧    | Tàiníng   |            | Mingdi    |
| février 326- mars 334 | 咸和    | Xiánhé    |            | Chengdi   |
| 335- 342              | 咸康    | Xiánkāng  |            | Chengdi   |
| 343- 344              | 建元    | Jiànyuán  |            | Kangdi    |
| 345-356               | 永和    | Yǒnghé    |            | Mudi      |
| 357- 361              | 升平    | Shēngpíng |            | Mudi      |
| 362- février 363      | 隆和    | Lōnghé    |            | Aidi      |
| février 363-365       | 興寧    | Xīngníng  |            | Aidi      |
| 366- novembre 371     | 太和    | Tàihé     |            | Feidi     |
| novembre 371-372      | 咸安    | Xián'ān   |            | Jianwendi |
| 373-375               | 寧康    | Níngkāng  |            | Xiaowudi  |
| 376-396               | 太元    | Tàiyuán   |            | Xiaowudi  |
| 397-401               | 隆安    | Lóng'ān   |            | Andi      |
| 402-404               | 元興    | Yúanxīng  |            | Andi      |
| mars à décembre 402   | 大亨    | Dàhēng    |            | Andi      |
| 405-418               | 義熙    | Yìxī      |            | Andi      |
| 419- juin 420         | 元熙    | Yuánxī    |            | Gongdi    |

#### Huan Chu
| Années                | Nianhao | Pinyin   | Traduction | Empereur  |
| --------------------- | ------- | -------- | ---------- | --------- |
| décembre 403- mai 404 | 永始    | Yǒngshǐ  |            | Huan Xuan |
| 404- février 405      | 天康    | Tiānkāng |            | Huan Qian |

### Seize Royaumes

#### Zhao antérieur
| Années                     | Nianhao | Pinyin    | Traduction | Empereur |
| -------------------------- | ------- | --------- | ---------- | -------- |
| octobre 304- septembre 308 | 元熙    | Yúanxī    |            | Liu Yuan |
| octobre 308- avril 309     | 永鳳    | Yǒngfèng  |            | Liu Yuan |
| mai 309- juin 310          | 河瑞    | Héruì     |            | Liu Yuan |
| juillet 310- mai 311       | 光興    | Guāngxīng |            | Liu Cong |
| juin 311- février 315      | 嘉平    | Jiāpíng   |            | Liu Cong |
| mars 315- octobre 316      | 建元    | Jiànyuán  |            | Liu Cong |
| novembre 316- juin 318     | 麟嘉    | Línjiā    |            | Liu Cong |
| juillet à septembre 318    | 漢昌    | Hànchāng  |            | Liu Can  |
| octobre 318- août 328      | 光初    | Guāngchū  |            | Liu Yao  |

#### Cheng Han
| Années                | Nianhao | Pinyin   | Traduction | Empereur |
| --------------------- | ------- | -------- | ---------- | -------- |
| octobre 304- juin 306 | 建興    | Jiànxīng |            | Li Xiong |
| juin 306-310          | 晏平    | Yànpíng  |            | Li Xiong |
| 311-334               | 玉衡    | Yùhéng   |            | Li Xiong |
| 335- mars 338         | 玉恆    | Yùhéng   |            | Li Qi    |
| avril 338-343         | 漢興    | Hànxīng  |            | Li Shou  |
| 344-346               | 太和    | Tàihé    |            | Li Shi   |
| octobre 346-mars 367  | 嘉寧    | Jiāníng  |            | Li Shi   |

#### Liang antérieur
| Années                      | Nianhao | Pinyin    | Traduction | Empereur       |
| --------------------------- | ------- | --------- | ---------- | -------------- |
| juin 320- avril 324         | 永元    | Yǒngyuán  |            | Zhang Mao      |
| mai 324- avril 346          | 太元    | Tàiyuán   |            | Zhang Jun (en) |
| mai 346- 353                | 永樂    | Yǒngyuè   |            | Zhang Chonghua |
| mai 354- septembre 355      | 和平    | Hépíng    |            | Zhang Zuo      |
| septembre 355- novembre 361 | 建興    | Jiànxīng  |            | Zhang Xuanjing |
| décembre 361- janvier 362   | 升平    | Shēngpíng |            | Zhang Xuanjing |
| janvier 362- février 363    | 隆和    | Lōnghé    |            | Zhang Xuanjing |
| février 363- août 363       | 興寧    | Xīngníng  |            | Zhang Xuanjing |
| août 363- août 376          | 升平    | Shēngpíng |            | Zhang Tianxi   |

#### Zhao postérieur
| Années                | Nianhao | Pinyin   | Traduction      | Empereur    |
| --------------------- | ------- | -------- | --------------- | ----------- |
| février 328- août 330 | 太和    | Tàihé    |                 | Shi Le (en) |
| septembre 330- 333    | 建平    | Jiànpíng |                 | Shi Le (en) |
| 334                   | 延熙    | Yánxī    |                 | Shi Hong    |
| 335- 348              | 建武    | Jiànwǔ   |                 | Shi Hu      |
| janvier à avril 349   | 太寧    | Tàiníng  | Grande sérénité | Shi Hu      |
| avril-mai 349         | 太寧    | Tàiníng  | Grande sérénité | Shi Shi     |
| mai à novembre 349    | 太寧    | Tàiníng  | Grande sérénité | Shi Zun     |
| novembre-décembre 349 | 太寧    | Tàiníng  | Grande sérénité | Shi Jian    |
| janvier-février 350   | 青龍    | Qīnglóng |                 | Shi Jian    |
| mars 350- avril 351   | 永寧    | Yǒngníng |                 | Shi Zhi     |

#### Dynastie Qing
| Années      | Nianhao | Pinyin    | Traduction | Empereur  |
| ----------- | ------- | --------- | ---------- | --------- |
| 1644 - 1661 | 順治    | shùnzhì   |            | Shunzhi   |
| 1662 - 1722 | 康熙    | Kāngxī    |            | Kangxi    |
| 1723 - 1735 | 雍正    | yōngzhèng |            | Yongzheng |
| 1739 - 1795 | 乾隆    | qiánlóng  |            | Qianlong  |
| 1796 - 1820 | 嘉慶    | jiāqìng   |            | Jiaqing   |
| 1821 - 1850 | 道光    | dàoguāng  |            | Daoguang  |
| 1851 - 1861 | 咸豐    | xiánfēng  |            | Xianfeng  |
| 1862 - 1874 | 同治    | tóngzhì   |            | Tongzhi   |
| 1875 - 1908 | 光緒    | guāngxù   |            | Guangxu   |
| 1909 - 1912 | 宣統    | xuāntŏng  |            | Puyi      |